# Arne Gabius

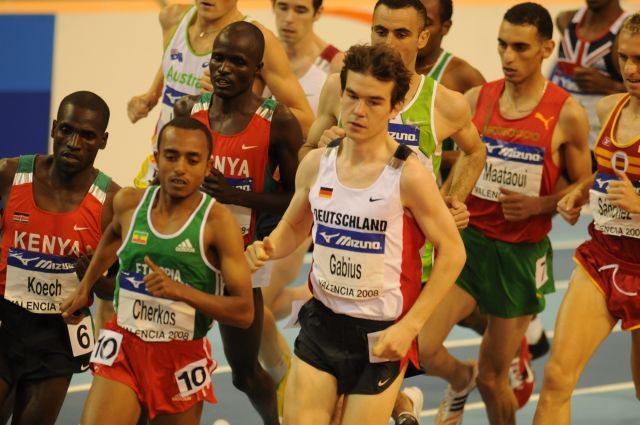
Arne Gabius (mitten) i 3 000-metersloppet på Inomhusvärldsmästerskapen i friidrott 2008.

Arne Gabius, född 22 mars 1981 i Hamburg, är en tysk långdistanslöpare.

## Meriter
| År                      | Tävling                        | Arena                      | Position                | Gren                    | Tid                     |
| Representerade Tyskland | Representerade Tyskland        | Representerade Tyskland    | Representerade Tyskland | Representerade Tyskland | Representerade Tyskland |
| ----------------------- | ------------------------------ | -------------------------- | ----------------------- | ----------------------- | ----------------------- |
| 2006                    | Europamästerskapen             | Göteborg, Sverige          | –                       | 5000 m                  | DNF                     |
| 2007                    | Europeiska inomhusmästerskapen | Birmingham, Storbritannien | 9:a                     | 3000 m                  | 8:08.51                 |
| 2008                    | Inomhusvärldsmästerskapen      | Valencia, Spanien          | 12:a                    | 3000 m                  | 8:11.21                 |
| 2009                    | Världsmästerskapen             | Berlin, Tyskland           | 28:a (h)                | 5000 m                  | 13:49.13                |
| 2010                    | Europamästerskapen             | Barcelona, Spanien         | 12:a                    | 5000 m                  | 13:59.11                |
| 2012                    | Inomhusvärldsmästerskapen      | Istanbul, Turkiet          | 8:a                     | 3000 m                  | 7:45.01                 |
| 2012                    | Europamästerskapen             | Helsingfors, Finland       | 2:a                     | 5000 m                  | 13:31.83                |